# Треттин, Марика
Ма́рика Тре́ттин (нем. Marika Trettin; род. 12 августа 1983, Альтенберг) — немецкая кёрлингистка.
Играет на позициях первого и второго.
В составе женской сборной Германии участвовала в нескольких чемпионатах Европы и мира.

## Достижения
- Чемпионат Германии по кёрлингу среди женщин: серебро (2004, 2013, 2015), бронза (2016).

## Команды
| Сезон                                          | Четвёртый       | Третий         | Второй           | Первый         | Запасной            | Тренер        | Турниры                                           |
| ---------------------------------------------- | --------------- | -------------- | ---------------- | -------------- | ------------------- | ------------- | ------------------------------------------------- |
| 2003—04                                        | Даниэла Йенч    | Марика Треттин | Йозефине Оберман | Лиза Хаммер    |                     |               | ЧГЖ 2004                                          |
| 2004—05                                        | Даниэла Йенч    | Лиза Хаммер    | Зина Фрай        | Марика Треттин | Петра Чеч           | Дик Хендерсон | ЧЕ 2004 (9 место)                                 |
| 2006—07                                        | Даниэла Йенч    | Коринна Шольц  | Мартина Линдер   | Марика Треттин | Леа Эндрюс          |               |                                                   |
| 2010—11                                        | Даниэла Йенч    | Петра Чеч      | Марика Треттин   | Геза Ангрик    |                     |               |                                                   |
| 2011—12                                        | Даниэла Йенч    | Мартина Линдер | Марика Треттин   | Геза Ангрик    |                     |               |                                                   |
| 2012—13                                        | Даниэла Дриндль | Мартина Линдер | Марика Треттин   | Аналена Йенч   |                     |               | ЧГЖ 2013                                          |
| 2013—14                                        | Даниэла Дриндль | Мартина Линдер | Марика Треттин   | Аналена Йенч   |                     |               |                                                   |
| 2013—14                                        | Марика Треттин  | Аналена Йенч   | Эмира Аббес      | Амели Хайндль  |                     |               | ЧГЖ 2014 (4 место)                                |
| 2014—15                                        | Даниэла Дриндль | Мартина Линдер | Марика Треттин   | Аналена Йенч   |                     |               | ЧГЖ 2015                                          |
| 2014—15                                        | Даниэла Дриндль | Аналена Йенч   | Стелла Хайсс     | Пиа-Лиза Шёлль | Марика Треттин      |               | ЧМ 2015 (9 место)                                 |
| 2015—16                                        | Даниэла Дриндль | Аналена Йенч   | Стелла Хайсс     | Пиа-Лиза Шёлль | Марика Треттин      |               |                                                   |
| 2015—16                                        | Даниэла Дриндль | Аналена Йенч   | Марика Треттин   | Пиа-Лиза Шёлль | Майке Беер (ЧЕ, ЧМ) | Томас Липс    | ЧЕ 2015 (9 место) · ЧМ 2016 (10 место) · ЧГЖ 2016 |
| 2016—17                                        | Даниэла Йенч    | Аналена Йенч   | Йозефине Оберман | Пиа-Лиза Шёлль | Марика Треттин      | Томас Липс    | ЧЕ 2016 (7 место)                                 |
| Кёрлинг среди смешанных команд (mixed curling) |                 |                |                  |                |                     |               |                                                   |
| 2006—07                                        | Роланд Йенч     | Даниэла Йенч   | Ули Сутор        | Марика Треттин | Хельмар Эрлевайн    |               | ЧЕСК 2006 (10 место)                              |

(скипы выделены полужирным шрифтом)